# 10-cm-Feldhaubitze M. 99
Die 10-cm-Feldhaubitze M.99 (Abkürzung für: 10-cm-Feldhaubitze Modell 1899) war ein Geschütz der mittleren Artillerie der Österreichisch-Ungarischen Artillerie im Ersten Weltkrieg. Beim Beginn des Krieges galt das Geschütz bereits als technisch veraltet.

## Beschreibung
Als Grundüberlegung wurde bei der Konzeption des Geschützes festgelegt, dass die Feldhaubitze und die Gebirgshaubitze als einheitliches Geschützsystem eingeführt werden sollten. Auf Basis des Geschützes entstand dann die 10-cm-Gebirgshaubitze M. 99. Man hatte bei dem Okkupationsfeldzug in Bosnien den Mangel erkannt, dass sich die Artillerie häufig als zu unbeweglich gezeigt hatte. Auch die geographischen Gegebenheiten des Herrschaftsbereiches der K.u.K. Monarchie forderten von jedem Geschütz dieser Klasse die Option, die Waffe zerlegen und in Traglasten für Packtiere umwandeln zu können. Die 10-cm-Feldhaubitze M.99 sollte im Einsatz genauso beweglich sein wie eine Feldkanone. Daher entschied man sich für ein zweiteiliges Rohr.
Es konnten sowohl Schrapnell als auch Granaten verschossen werden. Das Geschütz verfügte über einen Verschluss nach dem Lafettenrücklaufprinzip. Versuche mit einem Rohrrücklaufsystem waren im Vorfeld gescheitert. Das Kernrohr wurde aus Schmiedebronze, das darüberliegende Mantelrohr aus Coquillenbronze gefertigt. Dies entsprach den Entwicklungen von Franz von Uchatius. Die Bronze wies ähnliche Eigenschaften wie Gussstahl auf, hatte aber den Nachteil des Verschleißes. Dieser Nachteil wurde in Kauf genommen, um nicht von ausländischen Herstellern abhängig zu sein. Erst ab 1914 waren die Skoda-Werke in der Lage, Stahlrohre selber zu fertigen.
Da sich die Haubitze gegenüber den russischen Konstruktionen als unterlegen erwies, wurde sie durch die 10-cm-Feldhaubitze M.14 ersetzt.